# Limaille

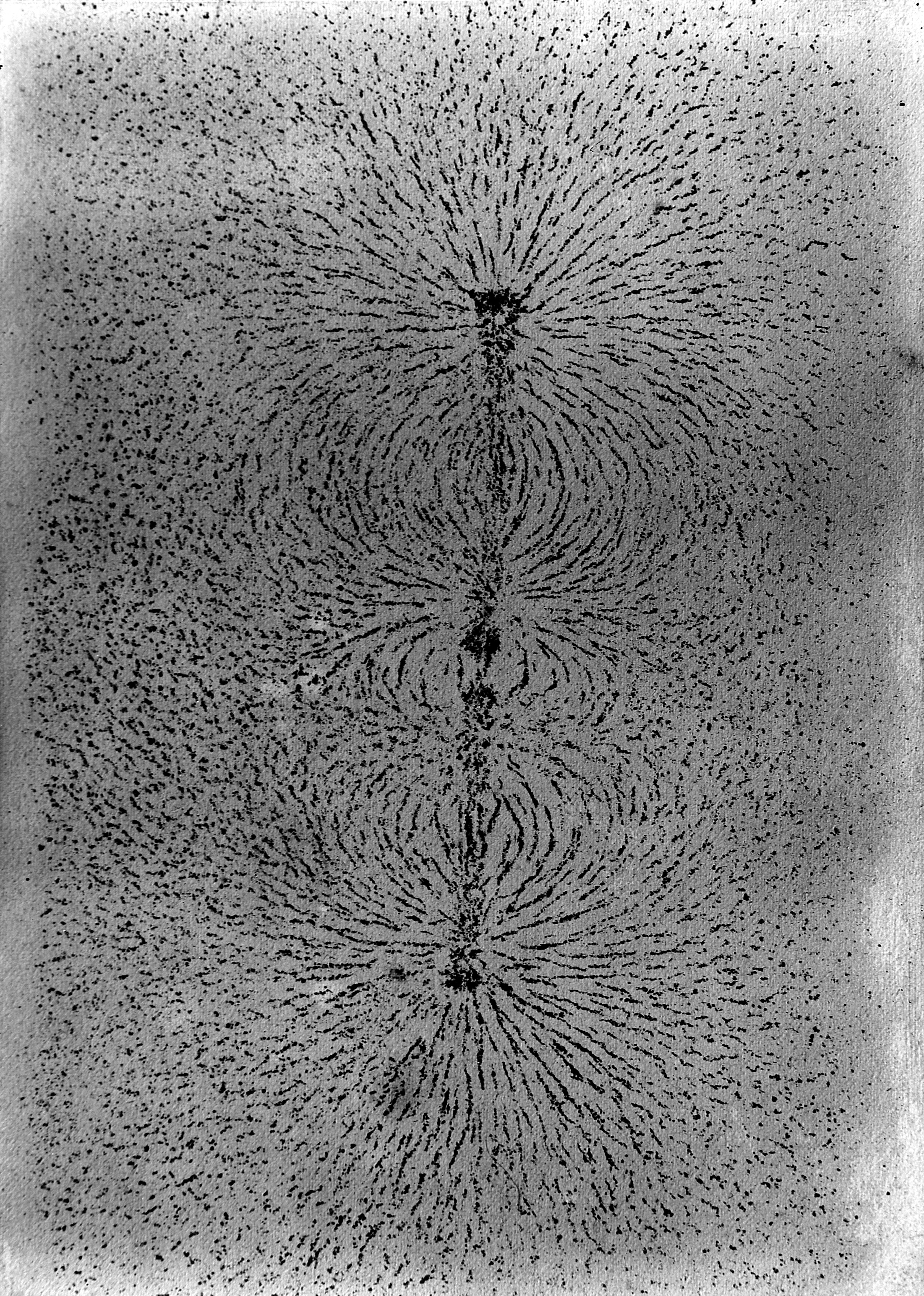
Résultats des expériences de Michael Faraday sur la limaille de fer.

La limaille est une poudre formée par usure d'un métal. Étymologiquement, il s'agit de poudre résultant du limage d'une pièce métallique. Par extension le mot désigne plus généralement de la poudre métallique grossière, voire les rognures obtenues au moyen d'un tour lors de l'usinage d'une pièce métallique.

## Utilisation
La limaille de différents métaux peut servir en chimie pour obtenir des sels métalliques ou jouer le rôle de catalyseur. Elle est aussi utilisée comme conducteur dans les cohéreurs.
La limaille de fer permet de mettre facilement en évidence un champ magnétique suffisamment intense et éventuellement de visualiser rapidement les lignes de force en résultant. 
D'après un traité de chimie de Jöns Jacob Berzelius, la limaille de fer a été utilisée au XIXe siècle dans le procédé Sweeny (ou Sweny) pour la conservation de la viande immergée dans de l'eau ayant bouilli au contact de limailles de fer et recouverte d'un film d'huile alimentaire fraîche. Le rôle de la poudre de fer métallique était de réagir avec les traces d'oxygène dissous subsistant encore dans l'eau après ébullition, ou de l'oxygène atmosphérique diffusant à travers le film d'huile surnageant à la surface de l'eau afin de maintenir le milieu le plus anoxique possible. 

## Détection
Un simple aimant peut facilement collecter et mettre en évidence les limailles de fer ou d'alliages riches en fer. Il peut alors aussi servir au nettoyage des limailles.
Diverses machines et moteurs peuvent produire (par usure, rognage) dans leur fonctionnement normal ou en cas de problème de la limaille qui peut être dangereuse pour le mécanisme, boucher des filtres, polluer des produits, voire être source d'accident ou de risque sanitaire si cette limaille contamine des aliments.  
Divers détecteurs de limaille ont donc été conçus notamment pour l’industrie agroalimentaire et des transports (moteurs d’avion, groupes auxiliaires de bord, transmissions et réducteurs des aéronefs...). Ils utilisent des procédés de détection de particules ferreuses ou plus rarement non-ferreuses) dans les zones où la limaille est censée circuler ou s’accumuler (zones accessibles ou fermées, telles que circuit de lubrification).
En aéronautique, les détecteurs de limaille participent au contrôle des moteurs d'avion. Le ministère des Transports canadien a signalé des pannes régulières de détecteurs de limaille. Celui du moteur d’un avion de transport régional avait dysfonctionné, et n'avait donc pu éviter la rupture du moteur dont des pièces en mouvement avaient transpercé la carlingue de l'appareil. À la suite de cet accident, un contrôle de 400 détecteurs de limaille identiques sur d’autres avions du même type, a révélé que 38 détecteurs ne fonctionnaient pas correctement.